# Pont-de-Ruan
Pont-de-Ruan és un municipi francès, situat al departament de l'Indre i Loira i a la regió de Centre – Vall del Loira. L'any 2007 tenia 797 habitants.

## Demografia

### Població
El 2007 la població de fet de Pont-de-Ruan era de 797 persones. Hi havia 292 famílies, de les quals 44 eren unipersonals (20 homes vivint sols i 24 dones vivint soles), 108 parelles sense fills, 124 parelles amb fills i 16 famílies monoparentals amb fills.
La població ha evolucionat segons el següent gràfic:
Habitants censats

### Habitatges
El 2007 hi havia 334 habitatges, 301 eren l'habitatge principal de la família, 23 eren segones residències i 10 estaven desocupats. 326 eren cases i 5 eren apartaments. Dels 301 habitatges principals, 242 estaven ocupats pels seus propietaris, 55 estaven llogats i ocupats pels llogaters i 4 estaven cedits a títol gratuït; 3 tenien una cambra, 9 en tenien dues, 49 en tenien tres, 89 en tenien quatre i 151 en tenien cinc o més. 228 habitatges disposaven pel capbaix d'una plaça de pàrquing. A 103 habitatges hi havia un automòbil i a 182 n'hi havia dos o més.

### Piràmide de població
La piràmide de població per edats i sexe el 2009 era:
| Homes | Edats   | Dones |
| ----- | ------- | ----- |
| 0     | 95 o +  | 0     |
| 0     | 90 a 94 | 0     |
| 0     | 85 a 89 | 0     |
| 0     | 80 a 84 | 0     |
| 8     | 75 a 79 | 4     |
| 16    | 70 a 74 | 12    |
| 4     | 65 a 69 | 16    |
| 32    | 60 a 64 | 12    |
| 12    | 55 a 59 | 16    |
| 12    | 50 a 54 | 28    |
| 36    | 45 a 49 | 36    |
| 20    | 40 a 44 | 8     |
| 20    | 35 a 39 | 16    |
| 28    | 30 a 34 | 24    |
| 20    | 25 a 29 | 24    |
| 12    | 20 a 24 | 16    |
| 24    | 15 a 19 | 24    |
| 12    | 10 a 14 | 20    |
| 24    | 5 a 9   | 28    |
| 24    | 0 a 4   | 8     |

## Economia
El 2007 la població en edat de treballar era de 490 persones, 402 eren actives i 88 eren inactives. De les 402 persones actives 379 estaven ocupades (202 homes i 177 dones) i 23 estaven aturades (4 homes i 19 dones). De les 88 persones inactives 35 estaven jubilades, 25 estaven estudiant i 28 estaven classificades com a «altres inactius».

### Ingressos
El 2009 a Pont-de-Ruan hi havia 306 unitats fiscals que integraven 844 persones, la mediana anual d'ingressos fiscals per persona era de 19.326 €.

### Activitats econòmiques
Dels 20 establiments que hi havia el 2007, 3 eren d'empreses alimentàries, 1 d'una empresa de fabricació d'altres productes industrials, 3 d'empreses de construcció, 7 d'empreses de comerç i reparació d'automòbils, 1 d'una empresa d'hostatgeria i restauració, 2 d'entitats de l'administració pública i 3 d'empreses classificades com a «altres activitats de serveis».
Dels 4 establiments de servei als particulars que hi havia el 2009, 2 eren tallers de reparació d'automòbils i de material agrícola, 1 perruqueria i 1 restaurant.
L'únic establiment comercial que hi havia el 2009 era una floristeria.
L'any 2000 a Pont-de-Ruan hi havia 4 explotacions agrícoles.

## Equipaments sanitaris i escolars
El 2009 hi havia una escola elemental.

## Poblacions més properes
El següent diagrama mostra les poblacions més properes.